# Texanna
Texanna est une census-designated place du comté de McIntosh, dans l'État d'Oklahoma, aux États-Unis,. En 2020, elle compte une population de 2 293 habitants.